# 2016년 태풍
이 문서에서는 2016년에 발생하는 태풍들의 활동에 대해 기록하였다. 2016년에는 1호 태풍 네파탁을 시작으로 26개의 태풍이 발생하였다. 평균적으로 1년 동안 태풍 발생 개수가 25.6개인 것과 비교하면 비슷한 수치이다.

## 통계

### 월별 태풍 발생 개수
| -                                  | 1월       | 2월       | 3월       | 4월       | 5월       | 6월       | 7월       | 8월        | 9월        | 10월     | 11월       | 12월       |
| ---------------------------------- | --------- | --------- | --------- | --------- | --------- | --------- | --------- | ---------- | ---------- | -------- | ---------- | ---------- |
| 2016년                             | 0 (0)     | 0 (0)     | 0 (0)     | 0 (0)     | 0 (0)     | 0 (0)     | 4 (4)     | 7 (11)     | 7 (18)     | 4 (22)   | 3 (25)     | 1 (26)     |
| 30년 평균 1981년~2010년            | 0.3 (0.3) | 0.1 (0.4) | 0.3 (0.7) | 0.6 (1.3) | 1.0 (2.3) | 1.7 (4.0) | 3.6 (7.6) | 5.9 (13.5) | 4.9 (18.4) | 3.6 (22) | 2.3 (24.3) | 1.2 (25.6) |
| - 괄호 안의 숫자는 누적 태풍 수임. |           |           |           |           |           |           |           |            |            |          |            |            |

## 활동한 태풍

### 제1호 태풍 네파탁
2016년 제1호 태풍 네파탁(NEPARTAK)은 7월 3일 오전 9시에 중심기압 1002hPa, 최대풍속 18m/s, 강풍 반경 330km(남쪽 반경), 크기 '중형'의 열대폭풍으로 미국 괌 남쪽 약 530km 부근 해상에서 발생하였다.(일본 기상청 태풍정보 속보치 기준) 발생 이후 북서~서북서진하며 서서히 발달해서 7월 6일 오후 3시에 일본 오키나와 남쪽 약 760km 부근 해상에서 중심기압 900hPa, 최대풍속 59m/s, 강풍 반경 440km(북동쪽 반경)의 세력 '맹렬함', 크기 '중형'(일본 기상청 태풍정보 속보치 기준)의 태풍으로 최성기를 맞이한 뒤에 최성기 세력을 2일 가까이 유지했고, 7월 8일 오전 6시 50분경에 최성기 세력에서 조금 약화된 중심기압 935hPa, 최대풍속 46m/s(일본 기상청 태풍정보 기준)의 세력으로 대만 타이둥현 타이마리 향에 상륙하였다. 대만 상륙 뒤 급약화되었고, 7월 9일 오후 3시에 중국 푸저우 남남서쪽 약 160km 부근 육상에 중심기압 992hPa, 최대풍속 21m/s(일본 기상청 태풍정보 속보치 기준)의 세력으로 재상륙한 뒤에 일본 기상청 기준으로는 7월 9일 오후 9시에 중국 푸저우 서남서쪽 약 160km 부근 육상에서 중심기압 996hPa의 열대저압부로 약화되었다. 한국 기상청 기준으로는 7월 10일 오전 3시에 중국 푸저우 서쪽 약 250km 부근 육상에서 중심기압 996hPa의 열대저압부로 약화되었다. 7월 8일 오전에 태풍 네파탁이 대만에 상륙할 때 대만 타이둥현에서 순간최대풍속 71.3m/s를 기록하였다. 네파탁은 2016년 발생한 태풍 중 첫번째 슈퍼태풍이다.
네파탁은 미크로네시아에서 제출한 이름으로 의미는 유명한 전사의 이름이다.

### 제2호 태풍 루핏
2016년 제2호 태풍 루핏(LUPIT)은 7월 24일 오전 3시에 중심기압 1000hPa, 최대풍속 18m/s, 강풍 반경 190km(남동쪽 반경), 크기 '소형'의 열대폭풍으로 일본 도쿄 동남동쪽 약 1,790km 부근 해상에서 발생하였다.(일본 기상청 태풍정보 속보치 기준) 발생 이후 북북동~북진하며 미미하게 발달해서 7월 24일 오후 9시에 일본 센다이 동쪽 약 1,700km 부근 해상에서 중심기압 1000hPa, 최대풍속 21m/s, 강풍 반경 190km의 세력 '약', 크기 '소형'(일본 기상청 태풍정보 속보치 기준)의 열대폭풍으로 최성기를 맞이한 뒤에 바로 7월 25일 오전 3시에 일본 삿포로 동남동쪽 약 1,640km 부근 해상에서 중심기압 1000hPa의 온대저기압으로 변질되었다. 루핏은 필리핀에서 제출한 이름으로 잔인함을 의미한다.

### 제3호 태풍 미리내
2016년 제3호 태풍 미리내(MIRINAE)는 7월 26일 오후 3시에 중심기압 1000hPa, 최대풍속 18m/s, 강풍 반경 170km, 크기 '소형'의 열대폭풍으로 중국 잔장 남남동쪽 약 370km 부근 해상에서 발생하였다.(일본 기상청 태풍정보 속보치 기준) 발생 이후 서~서북서진하면서 하이난섬을 중심기압 996hPa, 최대풍속 21m/s(일본 기상청 태풍정보 속보치 기준)의 세력으로 관통하였고, 통킹만 진출 뒤 급발달해서 7월 28일 오전 3시에 베트남 하노이 남남동쪽 약 90km 부근 육상에서 중심기압 985hPa, 최대풍속 25m/s, 강풍 반경 220km(동쪽 반경)의 세력 '중', 크기 '소형'(일본 기상청 태풍정보 속보치 기준)의 강한 열대폭풍으로 최성기를 맞이한 상태로 베트남에 상륙하였다. 베트남 상륙 뒤 급약화되어서 7월 28일 오후 9시에 베트남 하노이 북서쪽 약 170km 부근 육상에서 중심기압 1004hPa의 열대저압부로 약화되었다.(한국 기상청 기준으로는 1002hPa) 미리내는 대한민국에서 제출한 이름으로 은하수의 우리말 이름이다.

### 제4호 태풍 니다
2016년 제4호 태풍 니다(NIDA)는 일본 기상청 기준으로는 7월 30일 오후 6시에 중심기압 996hPa, 최대풍속 18m/s, 강풍 반경 190km, 크기 '소형'의 열대폭풍으로 필리핀 마닐라 북동쪽 약 523km 부근 해상에서 발생하였다. 한국 기상청 기준으로는 7월 30일 오후 9시에 중심기압 996hPa, 최대풍속 20m/s, 강풍 반경 150km(북동쪽 반경), 크기 '소형'의 열대폭풍으로 필리핀 마닐라 동북동쪽 약 430km 부근 해상에서 발생하였다. 발생 이후 북서~서북서진하며 필리핀 루손섬을 스치고 나서 남중국해 진출한 뒤에 발달해서 8월 1일 오후 9시에 중국 홍콩 동남동쪽 약 200km 부근 해상에서 중심기압 970hPa, 최대풍속 33m/s, 강풍 반경 330km의 세력 '강', 크기 '중형'(일본 기상청 태풍정보 속보치 기준)의 태풍으로 최성기를 맞이한 뒤에 중국 홍콩 부근 육상에 상륙하였다. 상륙한 뒤에 약화되어서 한국 기상청 기준으로는 8월 3일 오전 3시에 중국 잔장 북북서쪽 약 340km 부근 육상에서 중심기압 996hPa의 열대저압부로 약화되었다. 일본 기상청 기준으로는 8월 3일 오전 9시에 중국 잔장 북서쪽 약 387km 부근 육상에서 중심기압 998hPa의 열대저압부로 약화되었다. 니다는 태국에서 제출한 이름으로 의미는 숙녀란 뜻이다.

### 제5호 태풍 오마이스
2016년 제5호 태풍 오마이스(OMAIS)는 8월 4일 오후 3시에 중심기압 998hPa, 최대풍속 18m/s, 강풍 반경 520km(동쪽 반경), 크기 '대형'의 열대폭풍으로 미국 괌 북북동쪽 약 690km 부근 해상에서 발생하였다.(일본 기상청 태풍정보 속보치 기준) 발생 이후 북~북북서진하며 서서히 발달하였고, 8월 6일 오후 9시에 일본 도쿄 남동쪽 약 1,290km 부근 해상에서 중심기압 975hPa, 최대풍속 31m/s, 강풍 반경 650km(동쪽 반경)의 세력 '중', 크기 '대형'(일본 기상청 태풍정보 속보치 기준)의 강한 열대폭풍으로 최성기를 맞이하였다. 최성기 이후에는 8월 9일부터 북동진으로 전향한 뒤에 온대저기압화가 진행되었고, 8월 10일 오전 3시에 일본 삿포로 동쪽 약 780km 부근 해상에서 중심기압 984hPa의 온대저기압으로 변질되었다.(한국 기상청 기준으로는 990hPa) 오마이스는 미국에서 제출한 이름으로 '주위를 어슬렁거리는'을 의미한다.

### 제6호 태풍 꼰선
2016년 제6호 태풍 꼰선(CONSON)은 8월 9일 오전 3시에 중심기압 1002hPa, 최대풍속 18m/s, 강풍 반경 220km, 크기 '소형'의 열대폭풍으로 미국 괌 동북동쪽 약 1,700km 부근 해상에서 발생하였다.(일본 기상청 태풍정보 속보치 기준) 발생 이후 서~서북서진하며 발달해서 8월 10일 오전 9시에 미국 괌 동북동쪽 약 1,310km 부근 해상에서 중심기압 985hPa, 최대풍속 25m/s, 강풍 반경 280km(북동쪽 반경)의 세력 '약', 크기 '소형'(일본 기상청 태풍정보 속보치 기준)의 강한 열대폭풍으로 최성기를 맞이하였다. 최성기 이후에는 북북동~북북서진하며 서서히 약화되었고, 온대저기압화도 진행되었다. 8월 15일 오전 9시에 일본 삿포로 동쪽 약 340km 부근 해상에서 중심기압 988hPa의 온대저기압으로 변질되었다.(한국 기상청 기준으로는 994hPa) 꼰선은 베트남에서 제출한 이름으로 '역사적인 지명'을 의미한다.

### 제7호 태풍 찬투
2016년 제7호 태풍 찬투(CHANTHU)는 8월 14일 오전 3시에 중심기압 998hPa, 최대풍속 18m/s, 강풍 반경 330km(남동쪽 반경), 크기 '중형'의 열대폭풍으로 미국 괌 북북서쪽 약 760km 부근 해상에서 발생하였다.(일본 기상청 태풍정보 속보치 기준) 발생 이후 북북동~북북서진하면서 사실상 발달 부진을 겪다가 일본 도쿄 부근 해상에서 북동진으로 다시 전향하며 온대저기압화 될 때 발달해서, 8월 17일 오후 3시에 일본 삿포로 남남동쪽 약 280km 부근 해상에서 중심기압 980hPa, 최대풍속 28m/s, 강풍 반경 440km(동쪽 반경)의 세력 '중', 크기 '중형'(일본 기상청 태풍정보 속보치 기준)의 강한 열대폭풍으로 최성기를 맞이하였다. 최성기 이후 일본 홋카이도에 상륙하며 온대저기압화가 더 가속화되어, 8월 17일 오후 9시에 일본 삿포로 동북동쪽 약 220km 부근 육상에서 중심기압 984hPa의 온대저기압으로 변질되었다.(한국 기상청 기준으로는 985hPa) 태풍 찬투가 일본 홋카이도에 상륙할 때 일본 홋카이도 쿠시로 시에서 8월 17일 오후 7시 45분에 순간최대풍속 43.2m/s를 기록하였다. 찬투는 캄보디아에서 제출한 이름으로 꽃의 한 종류를 의미한다.

### 제8호 태풍 뎬무
2016년 제8호 태풍 뎬무(DIANMU)는 8월 18일 오전 9시에 중심기압 985hPa, 최대풍속 18m/s, 강풍 반경 440km, 크기 '중형'의 열대폭풍으로 중국 잔장 동남동쪽 약 100km 부근 해상에서 발생하였다.(일본 기상청 태풍정보 속보치 기준) 발생 이후 서~서북서진하면서 하이난섬을 중심기압 985hPa, 최대풍속 18m/s(일본 기상청 태풍정보 속보치 기준)의 세력으로 관통하였고, 통킹만 진출 뒤 미미하게 발달해서 8월 19일 오전 9시에 베트남 하노이 동남동쪽 약 190km 부근 해상에서 중심기압 985hPa, 최대풍속 21m/s, 강풍 반경 440km의 세력 '중', 크기 '중형'(일본 기상청 태풍정보 속보치 기준)의 열대폭풍으로 최성기를 맞이한 상태로 베트남에 상륙하였다. 베트남 상륙 뒤 급약화되어서 8월 19일 오후 9시에 베트남 하노이 서북서쪽 약 40km 부근 육상에서 중심기압 992hPa의 열대저압부로 약화되었다.(한국 기상청 기준으로는 990hPa) 뎬무는 중국에서 제출한 이름으로 번개를 관장하는 여신을 의미한다.

### 제9호 태풍 민들레
2016년 제9호 태풍 민들레(MINDULLE)는 8월 19일 오후 3시에 중심기압 994hPa, 최대풍속 18m/s, 강풍 반경 220km(남쪽 반경), 크기 '소형'의 열대폭풍으로 미국 괌 북서쪽 약 570km 부근 해상에서 발생하였다.(일본 기상청 태풍정보 속보치 기준) 발생 이후 북북서~북진하면서 태풍 라이언록과 후지와라 효과로 인해 발달 부진을 겪다가, 태풍 라이언록이 남서진하며 거리가 멀어지고, 민들레가 일본 수도권에 가까워지면서 급발달해서 8월 22일 오전 3시에 일본 도쿄 남남서쪽 약 300km 부근 해상에서 중심기압 975hPa, 최대풍속 33m/s, 강풍 반경 280km(동쪽 반경)의 세력 '강', 크기 '소형'(일본 기상청 태풍정보 속보치 기준)의 태풍으로 최성기를 맞이한 뒤에 8월 22일 오후 12시 30분에 일본 지바현 다테야마시에 상륙하였다. 일본 열도를 관통하며 북동진하면서 서서히 온대저기압화가 진행되며 약화되었고, 한국 기상청 기준으로는 8월 23일 오전 9시에 일본 삿포로 동북동쪽 약 240km 부근 해상에서 중심기압 994hPa의 온대저기압으로 변질되었다. 일본 기상청 기준으로는 8월 23일 12시에 일본 삿포로 북동쪽 약 420km 부근 해상에서 중심기압 992hPa의 온대저기압으로 변질되었다. 민들레는 조선민주주의인민공화국에서 제출한 이름으로 민들레를 의미한다.

### 제10호 태풍 라이언록
2016년 제10호 태풍 라이언록(LIONROCK)은 8월 19일 오후 9시에 중심기압 994hPa, 최대풍속 18m/s, 강풍 반경 220km(북쪽 반경), 크기 '소형'의 열대폭풍으로 일본 도쿄 남남동쪽 약 330km 부근 해상에서 발생하였다.(일본 기상청 태풍정보 속보치 기준) 발생 이후 중국과 한반도를 뒤덮은 아열대 고기압의 영향으로 남서진하면서 매우 더디게 발달하였고, 8월 26일에 아열대 고기압이 빠져나가는 시기에 맞춰서 일본 오키나와 남동쪽 해상에서 북동진으로 전향하며 급발달해서 8월 28일 오후 3시에 일본 도쿄 남남서쪽 약 910km 부근 해상에서 중심기압 940hPa, 최대풍속 46m/s, 강풍 반경 650km(남동쪽 반경)의 세력 '매우 강', 크기 '대형'(일본 기상청 태풍정보 속보치 기준)의 태풍으로 최성기를 맞이하였다. 최성기 직후 북위 30도선을 넘고 상층 한기를 만나면서 약화되면서 온대저기압화가 진행되었다. 온대저기압화가 진행되는 도중에 북북서진으로 전향하면서 8월 30일 오후 6시에 일본 이와테현에 중심기압 970hPa, 최대풍속 31m/s(일본 기상청 태풍정보 속보치 기준)의 '강한 열대폭풍'의 세력으로 상륙하였고, 일본 기상청 기준으로는 일본 아오모리현을 관통한 뒤에 동해상으로 진출한 직후인 8월 31일 0시에 일본 삿포로 남서쪽 약 298km 부근 해상에서 중심기압 976hPa의 온대저기압으로 변질되었다. 한국 기상청 기준으로는 8월 31일 오전 3시에 러시아 블라디보스토크 동쪽 약 270km 부근 해상에서 중심기압 980hPa의 온대저기압으로 변질되었다. 이 온대저기압이 조선민주주의인민공화국 함경북도 일대 두만강을 범람시켜 해방 후 북한에 가장 막대한 홍수 피해를 발생시켰다. 라이언록은 홍콩에서 제출한 이름으로 봉우리의 이름을 의미한다.

### 제11호 태풍 곤파스
2016년 제11호 태풍 곤파스(KOMPASU)는 8월 20일 오전 9시에 중심기압 994hPa, 최대풍속 18m/s, 강풍 반경 390km(북동쪽 반경), 크기 '중형'의 열대폭풍으로 일본 도쿄 동남동쪽 약 770km 부근 해상에서 발생하였다.(일본 기상청 태풍정보 속보치 기준) 발생 이후 추가 발달 없이 북서~북동진하며 온대저기압화가 진행되었다. 한국 기상청 기준으로는 일본 홋카이도 상륙 직전인 8월 21일 오후 9시에 일본 삿포로 동남동쪽 약 210km 부근 해상에서 중심기압 1000hPa의 온대저기압으로 변질되었다. 일본 기상청 기준으로는 일본 홋카이도를 관통한 뒤인 8월 22일 오전 3시에 일본 삿포로 북동쪽 약 356km 부근 해상에서 중심기압 1002hPa의 온대저기압으로 변질되었다. 곤파스는 일본에서 제출한 이름으로 별자리 중에서 컴퍼스자리를 의미한다.

### 제12호 태풍 남테운
2016년 제12호 태풍 남테운(NAMTEHEUN)은 9월 1일 오전 9시에 중심기압 1000hPa, 최대풍속 18m/s, 강풍 반경 150km, 크기 '소형'의 열대폭풍으로 일본 오키나와 남쪽 약 280km 부근 해상에서 발생하였다.(일본 기상청 태풍정보 속보치 기준) 발생 이후 태풍의 작은 크기와 높은 열용량으로 인해 북동~북진하며 급발달하였고, 9월 3일 오전 3시에 일본 오키나와 북동쪽 약 370km 부근 해상에서 중심기압 955hPa, 최대풍속 39m/s, 강풍 반경 170km(북동쪽 반경)의 세력 '강', 크기 '소형'(일본 기상청 태풍정보 기준)의 태풍으로 최성기를 맞이하였다. 최성기 이후 북서~북진하며 일본 가고시마 부근 해상을 지나면서 태풍의 작은 크기와 편서풍으로 인해 급약화되었고, 9월 5일 오전 2시경 일본 가고시마 북북서쪽 육상에 중심기압 998hPa, 최대풍속 18m/s, 강풍 반경 60km, 크기 '소형'의 열대폭풍으로 상륙하였다. 상륙 이후 더 급약화되어서 한국 기상청 기준으로는 9월 5일 오전 6시에 대한민국 부산 남동쪽 약 190km 부근 해상(대한해협 중에서도 쓰시마 해협)에서 중심기압 1002hPa의 열대저압부로 소멸하였다. 일본 기상청 기준으로는 9월 5일 오전 9시에 대한민국 부산 남동쪽 약 155km 부근 해상(대한해협 중에서도 쓰시마 해협)에서 중심기압 1006hPa의 열대저압부로 소멸하였다. 남테운은 라오스에서 제출한 이름으로 강 이름을 의미한다.

### 제13호 태풍 말로
2016년 제13호 태풍 말로(MALOU)는 9월 6일 오전 9시에 중심기압 1002hPa, 최대풍속 18m/s, 강풍 반경 170km(동쪽 반경), 크기 '소형'의 열대폭풍으로 일본 오키나와 서남서쪽 약 260km 부근 해상에서 발생하였다.(일본 기상청 태풍정보 속보치 기준) 발생 이후 북~북동진하며 미미하게 발달해서 9월 6일 오후 3시에 일본 오키나와 서북서쪽 약 70km 부근 해상에서 중심기압 1000hPa, 최대풍속 21m/s, 강풍 반경 280km(남동쪽 반경)의 세력 '약', 크기 '소형'(일본 기상청 태풍정보 속보치 기준)의 열대폭풍으로 최성기를 맞이하였고, 최성기 이후에는 계속 동북동진하는 도중에 태풍 중심이 와해되면서 약화되었다. 한국 기상청 기준으로는 9월 8일 오전 3시에 일본 도쿄 남서쪽 약 430km 부근 해상에서 중심기압 1002hPa의 열대저압부로 약화되었다. 일본 기상청 기준으로는 9월 8일 오전 3시에 일본 도쿄 남서쪽 약 430km 부근 해상에서 중심기압 1000hPa의 온대저기압으로 변질되었다. 말로는 마카오에서 제출한 이름으로 보석의 일종을 의미한다. 태풍 말로는 구름대가 띠모양이며 진로는 짧다.

### 제14호 태풍 므란티(제명)
2016년 제14호 태풍 므란티(MERANTI)는 9월 10일 오후 3시에 중심기압 1000hPa, 최대풍속 18m/s, 강풍 반경 170km, 크기 '소형'의 열대폭풍으로 미국 괌 서북서쪽 약 640km 부근 해상에서 발생하였다.(일본 기상청 태풍정보 속보치 기준) 발생 이후 서~서북서진하면서 급발달하였고, 열용량이 높은 루손 해협에 진입하면서 발달 속도가 더 가속화되어 9월 13일 오후 9시에 대만 타이베이 남남동쪽 약 540km 부근 해상에서 중심기압 890hPa, 최대풍속 61m/s, 강풍 반경 440km(북쪽 반경)의 세력 '맹렬함', 크기 '중형'(일본 기상청 태풍정보 속보치 기준)의 태풍으로 최성기를 맞이하였고, 루손 해협을 통과해서 남중국해에 진출한 뒤 급약화되면서 중국 푸젠성 남동쪽 해안에 9월 15일 오전 3시에 중심기압 940hPa, 최대풍속 44m/s(일본 기상청 태풍정보 속보치 기준)의 세력으로 상륙하였다. 중국 푸젠성에 상륙한 뒤 더 급약화되어서, 한국 기상청 기준으로는 9월 15일 오후 3시에 중국 푸저우 서쪽 약 250km 부근 육상에서 중심기압 998hPa의 열대저압부로 약화되었다. 일본 기상청 기준으로는 9월 15일 오후 9시에 중국 푸저우 북서쪽 약 250km 부근 육상에서 중심기압 1002hPa의 열대저압부로 약화되었다. 참고로 므란티는 사후해석을 통해 1분 평균 풍속 165kt에서 170kt로 상향 조정이 되었다.
므란티는 2016년에 발생한 태풍 중 2번째로 슈퍼태풍이다. 므란티는 말레이시아에서 제출한 이름으로 나무의 한 종류를 의미한다.

### 제15호 태풍 라이
2016년 제15호 태풍 라이(RAI)는 9월 13일 오전 3시에 중심기압 996hPa, 최대풍속 18m/s, 강풍 반경 220km(북동쪽 반경), 크기 '소형'의 열대폭풍으로 베트남 다낭 남동쪽 약 120km 부근 해상에서 발생하였다.(일본 기상청 태풍정보 속보치 기준) 발생 이후 추가 발달 없이 바로 베트남 다낭 남동쪽 해안에 상륙한 뒤에 서북서진하며 급약화되어서, 9월 13일 오후 3시에 베트남 다낭 서쪽 약 250km 부근 육상에서 중심기압 1000hPa의 열대저압부로 약화되었다. 라이는 미크로네시아에서 제출한 이름으로 돌로 만든 화폐를 의미한다.

### 제16호 태풍 말라카스
2016년 제16호 태풍 말라카스(MALAKAS)는 9월 13일 오전 3시에 중심기압 1000hPa, 최대풍속 18m/s, 강풍 반경 170km, 크기 '소형'의 열대폭풍으로 미국 괌 서쪽 약 560km 부근 해상에서 발생하였다.(일본 기상청 태풍정보 속보치 기준) 발생 이후 서북서~북북서진하며 이동하였고, 태풍 므란티로 인한 해수 뒤섞임 현상으로 인해 수온이 낮아져서 발생 초기에는 발달 속도가 느렸다. 일본 오키나와와 대만에 근접하면서 높은 열용량으로 인해 급발달을 시작해서, 9월 17일 오전 3시에 대만 타이베이 남동쪽 약 290km 부근 해상에서 중심기압 930hPa, 최대풍속 49m/s, 강풍 반경 220km의 세력 '매우 강', 크기 '소형'(일본 기상청 태풍정보 속보치 기준)의 태풍으로 최성기를 맞이하였다. 최성기 이후 동중국해상에서 북동진으로 전향하면서 다소 약화되었다가, 일본 오키나와 북쪽 해상의 다소 높은 열용량으로 인해 중심기압 945hPa, 최대풍속 44m/s(일본 기상청 태풍정보 속보치 기준)의 세력으로 재발달하였고, 9월 20일 0시에 일본 가고시마현 오스미반도에 중심기압 945hPa, 최대풍속 44m/s(일본 기상청 태풍정보 속보치 기준)의 세력으로 상륙하였다. 일본 규슈 상륙 이후 편서풍으로 인해 북동진하면서 급약화 및 온대저기압화가 진행되었고, 한국 기상청 기준으로는 9월 20일 오후 6시에 일본 도쿄 서남서쪽 약 240km 부근 육상에서 중심기압 994hPa의 온대저기압으로 변질되었다. 일본 기상청 기준으로는 9월 20일 오후 9시에 일본 도쿄 남서쪽 약 250km 부근 해상에서 중심기압 1004hPa의 온대저기압으로 변질되었다. 태풍 말라카스의 영향으로 일본 오키나와 요나구니섬에서 9월 17일 오전 10시 6분에 순간최대풍속 66.8m/s를 기록하였다. 말라카스는 필리핀에서 제출한 이름으로 강력함을 의미한다.

### 제17호 태풍 메기
2016년 제17호 태풍 메기(MEGI)는 9월 23일 오전 9시에 중심기압 1000hPa, 최대풍속 18m/s, 강풍 반경 220km, 크기 '소형'의 열대폭풍으로 미국 괌 서북서쪽 약 590km 부근 해상에서 발생하였다.(일본 기상청 태풍정보 속보치 기준) 발생 이후 서북서진하며 서서히 발달하였고, 9월 27일 오전 3시에 대만 타이베이 남동쪽 약 420km 부근 해상에서 중심기압 940hPa, 최대풍속 44m/s, 강풍 반경 650km(북쪽 반경)의 세력 '매우 강', 크기 '대형'(일본 기상청 태풍정보 속보치 기준)의 태풍으로 최성기를 맞이하였다. 최성기 이후에도 계속 발달 경향을 보이면서 9월 27일 오후 3시에 1분 평균 풍속 115노트(59m/s)로 사피어-심프슨 허리케인 등급 기준으로 4등급까지 발달하였다. 그리고 일본 기상청 기준으로 9월 27일 오후 3시에 타이완 화롄현 화롄 시 부근 해안에 중심기압 950hPa, 최대풍속 44m/s, 강풍 반경 560km(북쪽 반경)의 '매우 강', 크기 '대형'(일본 기상청 태풍정보 속보치 기준)의 태풍으로 상륙하였다. 타이완 관통 이후 다소 약화된 상태로 9월 28일 새벽에 중심기압 970hPa, 최대풍속 33m/s(일본 기상청 태풍정보 속보치 기준)의 세력으로 중국 푸젠성에 상륙하였다. 중국 푸젠성 상륙 이후 급약화되어서, 9월 28일 오후 9시에 중국 산터우 북북서쪽 약 210km 부근 육상에서 중심기압 996hPa의 열대저압부로 약화되었다. 타이완 상륙을 앞두고 있던 9월 27일 오전 11시 43분에 일본 오키나와 요나구니섬에서 태풍 메기의 영향으로 순간최대풍속 52.8m/s를 기록하였다. 메기는 대한민국에서 제출한 이름으로 메기를 의미한다.

### 제18호 태풍 차바
2016년 제18호 태풍 차바(CHABA)는 9월 28일 오전 3시에 중심기압 1000hPa, 최대풍속 18m/s, 강풍 반경 280km, 크기 '소형'의 열대폭풍으로 미국 괌 동쪽 약 590km 부근 해상에서 발생하였다.(일본 기상청 태풍정보 속보치 기준) 발생 이후 이전 태풍들이 지나간 해역을 통과하는 바람에 서~북서진하면서 더디게 발달하였고, 10월 2일에 일본 오키나와 부근 해상에 접근하면서 급발달을 시작해서 10월 3일 오후 9시에 일본 오키나와 서남서쪽 약 120km 부근 해상에서 중심기압 905hPa, 최대풍속 59m/s, 강풍 반경 280km(북동쪽 반경)의 세력 '맹렬함', 크기 '소형'(일본 기상청 태풍정보 속보치 기준)의 태풍으로 최성기를 맞이하였다. 최성기 이후 북위 30도선을 통과하면서 편서풍과 높은 연직시어로 인해 급약화와 온대저기압화 과정에 들어가기 시작하며 북위 31도선에서 북동진으로 전향하였다. 북동진하면서 일본 기상청 태풍정보 속보치 기준으로 중심기압 955hPa, 최대풍속 41m/s의 세력으로 10월 5일 오전 4시에 제주특별자치도 서귀포시 성산읍에 최근접하였다. 계속 북동진해서 일본 기상청 태풍정보 속보치 기준으로는 중심기압 965hPa, 최대풍속 36m/s의 세력으로 10월 5일 오전 11시에 경상남도 거제시에 상륙하였다. 한국 기상청 태풍정보 기준으로는 중심기압 970hPa, 최대풍속 35m/s의 세력으로 10월 5일 오전 11시에 부산광역시에 상륙하였다. 경상남도 거제시와 부산광역시에 상륙한 뒤에 동해상에 진출하였고, 온대저기압화가 더 가속화되어서 일본 기상청 태풍정보 기준으로는 10월 5일 오후 9시에 일본 센다이 서쪽 약 380km 부근 해상에서 중심기압 986hPa의 온대저기압으로 변질되었다. 한국 기상청 태풍정보 기준으로는 10월 6일 0시에 일본 삿포로 남남동쪽 약 110km 부근 해상에서 중심기압 994hPa의 온대저기압으로 변질되었다. 10월 4일 0시 49분에 일본 오키나와 구메섬의 구메지마 공항에서 태풍 차바의 영향으로 순간최대풍속 59.7m/s를 기록하였다. 10월 5일 오전 4시 22분에 제주특별자치도 제주시 한경면 고산리에서 태풍 차바의 영향으로 순간최대풍속 56.5m/s를 기록하였다. 차바는 2016년에 발생한 태풍 중 3번째로 슈퍼태풍이다.차바는 태국에서 제출한 이름으로 꽃의 한 종류이다. 이 태풍이 2016년 한반도 역대 최악의 태풍으로 기록된 태풍이다.

### 제19호 태풍 에어리
2016년 제19호 태풍 에어리(AERE)는 10월 6일 오전 3시에 중심기압 1000hPa, 최대풍속 18m/s, 강풍 반경 110km, 크기 '소형'의 열대폭풍으로 필리핀 마닐라 북북동쪽 약 610km 부근 해상에서 발생하였다.(일본 기상청 태풍정보 속보치 기준) 발생 이후 서~서북서진하면서 남중국해에 진출하며 급발달하였고, 10월 7일 오후 9시에 중국 홍콩 남동쪽 약 230km 부근 해상에서 중심기압 975hPa, 최대풍속 31m/s, 강풍 반경 170km(북서쪽 반경)의 세력 '중', 크기 '소형'(일본 기상청 태풍정보 속보치 기준)의 강한 열대폭풍으로 최성기를 맞이하였다. 최성기 이후에는 북서태평양상의 북태평양 고기압과 남중국해에 있는 별개의 아열대 고기압 사이에 태풍 에어리가 끼어버리면서 느리게 동북동진 및 거의 정체하면서 남중국해를 1바퀴 돌며 급약화되었고, 10월 10일 오전 9시에 중국 산터우 남남동쪽 약 210km 부근 해상에서 중심기압 1004hPa의 열대저압부로 약화되었다.(한국 기상청 기준으로는 1002hPa) 에어리는 미국에서 제출한 이름으로 폭풍을 의미한다. 에어리는 진로가 복잡하게 얽혀저 있다.

### 제20호 태풍 송다
2016년 제20호 태풍 송다(SONGDA)는 10월 8일 오후 9시에 중심기압 1000hPa, 최대풍속 18m/s, 강풍 반경 170km, 크기 '소형'의 열대폭풍으로 미국 괌 동북동쪽 약 1,380km 부근 해상에서 발생하였다.(일본 기상청 태풍정보 속보치 기준) 발생 이후 서북서~북북서진하였고, 북위 27도선에서 북동진으로 전향한 뒤 적은 열용량에도 불구하고 급발달을 시작해서 10월 12일 오전 3시에 북위 30도선 이북인 일본 도쿄 동남동쪽 약 1,040km 부근 해상에서 중심기압 925hPa, 최대풍속 51m/s, 강풍 반경 280km(북동쪽 반경)의 세력 '매우 강', 크기 '소형'(일본 기상청 태풍정보 속보치 기준)의 태풍으로 최성기를 맞이하였다. 최성기 이후 계속 동북동~북동진하면서 편서풍대 진입으로 인한 강한 연직시어와 온대저기압화 진행으로 인해 서서히 약화되었고, 한국 기상청 기준으로는 10월 13일 오전 9시에 일본 삿포로 동남동쪽 약 2,120km 부근 해상에서 중심기압 965hPa의 온대저기압으로 변질되었다. 일본 기상청 기준으로는 10월 13일 오후 3시에 일본 삿포로 남동쪽 약 2,487km 부근 해상에서 중심기압 980hPa의 온대저기압으로 변질되었다. 송다는 베트남에서 제출한 이름으로 강의 이름을 의미한다.

### 제21호 태풍 사리카(제명)
2016년 제21호 태풍 사리카(SARIKA)는 10월 13일 오후 9시에 중심기압 1000hPa, 최대풍속 18m/s, 강풍 반경 220km(북쪽 반경), 크기 '소형'의 열대폭풍으로 필리핀 마닐라 동쪽 약 810km 부근 해상에서 발생하였다.(일본 기상청 태풍정보 속보치 기준) 발생 이후 서~서북서진하며 급발달해서, 10월 16일 오전 3시에 필리핀 마닐라 북동쪽 약 150km 부근 해상에서 중심기압 935hPa, 최대풍속 49m/s, 강풍 반경 280km의 세력 '매우 강', 크기 '소형'(일본 기상청 태풍정보 속보치 기준)의 태풍으로 최성기를 맞이하였다. 필리핀 루손섬에 최성기 세력으로 상륙한 뒤 급약화되어서 남중국해에 진출하였다. 남중국해에 진출한 뒤에는 세력 재발달 없이 계속 서~서북서진하며 이동하였고, 10월 18일 12시경에 중국 하이난섬에 중심기압 965hPa, 최대풍속 39m/s(일본 기상청 태풍정보 속보치 기준)의 세력으로 상륙하였다. 중국 하이난섬 상륙 이후에는 북~북북서진하며 중국 남부 해안에 재상륙하며 급약화되어서, 10월 19일 오후 9시에 중국 잔장 서북서쪽 약 310km 부근 육상에서 중심기압 1000hPa의 열대저압부로 약화되었다.(한국 기상청 기준으로는 1002hPa) 사리카는 캄보디아에서 제출한 이름으로 새를 의미한다. 캄보디아어로 딱따구리를 의미하는 '트라세(Trases)'로 제명되었다.

### 제22호 태풍 하이마(제명)
2016년 제22호 태풍 하이마(HAIMA)는 10월 15일 오전 9시에 중심기압 1000hPa, 최대풍속 18m/s, 강풍 반경 190km, 크기 '소형'의 열대폭풍으로 미국 괌 남쪽 약 620km 부근 해상에서 발생하였다.(일본 기상청 태풍정보 속보치 기준) 발생 이후 서북서~북서진하면서 서서히 발달했고, 필리핀 동쪽 해상에 도달한 뒤에는 급발달해서 10월 19일 오전 3시에 필리핀 마닐라 동북동쪽 약 730km 부근 해상에서 중심기압 900hPa, 최대풍속 59m/s, 강풍 반경 440km의 세력 '맹렬함', 크기 '중형'(일본 기상청 태풍정보 속보치 기준)의 태풍으로 최성기를 맞이한 뒤에 필리핀 상륙을 앞두고 최성기 세력에서 조금 약화된 상태인 중심기압 915hPa, 최대풍속 51m/s의 세력(일본 기상청 태풍정보 속보치 기준)으로 10월 20일 오전 1시에 필리핀 루손섬 뚜게가라오 부근 해안에 상륙하였다. 필리핀 루손섬 관통 뒤 남중국해에 진출하였고, 남중국해에서는 세력 재발달 없이 북서~북북서진하며 이동한 뒤에 10월 21일 오후 1시에 중화인민공화국 광둥성 산웨이시 부근 해안에 중심기압 965hPa, 최대풍속 36m/s의 세력(일본 기상청 태풍정보 속보치 기준)으로 상륙하였다. 중화인민공화국 광둥성 해안 상륙 뒤에 급약화되어서, 일본 기상청 기준으로는 10월 22일 오전 3시에 중국 산터우 북서쪽 약 260km 부근 육상에서 중심기압 998hPa의 열대저압부로 약화되었다. 한국 기상청 기준으로는 10월 22일 오전 6시에 중국 산터우 북북서쪽 약 340km 부근 육상에서 중심기압 1000hPa의 열대저압부로 약화되었다. 하이마는 중국에서 제출한 이름으로 해마를 의미한다. 태풍 하이마는 2016년에 발생한 태풍 중 4번째로 슈퍼태풍이다. 태풍 하이마는 필리핀과 이름을 제출한 중국에 모두 큰 피해를 주었기 때문에 이름이 무란으로 제명되었다.

### 제23호 태풍 메아리
2016년 제23호 태풍 메아리(MEARI)는 11월 3일 오전 9시에 중심기압 996hPa, 최대풍속 18m/s, 강풍 반경 170km, 크기 '소형'의 열대폭풍으로 미국 괌 서쪽 약 810km 부근 해상에서 발생하였다.(일본 기상청 태풍정보 속보치 기준) 발생 직후에는 메아리 동쪽에 있던 열대저압부의 영향으로 거의 정체하다가 시간이 지나면서 메아리 동쪽에 있는 발달이 부진한 열대저압부를 흡수하며 하나의 거대한 저기압성 순환을 이룬 뒤 북동진으로 전향하며 급발달해서, 11월 5일 오후 9시에 미국 괌 북서쪽 약 700km 부근 해상에서 중심기압 955hPa, 최대풍속 41m/s, 강풍 반경 440km(남쪽 반경)의 세력 '강', 크기 '중형'(일본 기상청 태풍정보 기준)의 태풍으로 최성기를 맞이하였다. 최성기 이후 계속 북동진하며 온대저기압화가 진행됨과 동시에 급약화되어서, 11월 7일 오후 9시에 일본 도쿄 남동쪽 약 1,070km 부근 해상에서 중심기압 984hPa의 온대저기압으로 변질되었다.(한국 기상청 기준으로는 980hPa) 메아리는 북한에서 제출한 이름으로 메아리를 의미한다.

### 제24호 태풍 망온
2016년 제24호 태풍 망온(MA-ON)은 11월 10일 오후 3시에 중심기압 1000hPa, 최대풍속 18m/s, 강풍 반경 170km, 크기 '소형'의 열대폭풍으로 미국 괌 동북동쪽 약 1,230km 부근 해상에서 발생하였다. 발생 이후 서북서진하며 미미하게 발달해서 11월 11일 오전 9시에 미국 괌 동북동쪽 약 990km 부근 해상에서 중심기압 998hPa, 최대풍속 21m/s, 강풍 반경 170km(북동쪽 반경)의 세력 '약', 크기 '소형'(일본 기상청 태풍정보 속보치 기준)의 열대폭풍으로 최성기를 맞이하였다. 최성기를 맞이한 뒤에는 서북서진하면서 약화되어서 11월 12일 오후 3시에 미국 괌 북쪽 약 890km 부근 해상에서 중심기압 1008hPa의 열대저압부로 약화되었다.(한국 기상청 기준으로는 1004hPa) 망온은 홍콩에서 제출한 이름으로 말안장을 의미한다. 망온의 크기는 항상 소형이었고, 강도도 '약'이었다.

### 제25호 태풍 도카게
2016년 제25호 태풍 도카게(TOKAGE)는 11월 25일 오전 9시에 중심기압 1000hPa, 최대풍속 18m/s, 강풍 반경 220km, 크기 '소형'의 열대폭풍으로 필리핀 마닐라 남남동쪽 약 390km 부근 육상에서 발생하였다.(일본 기상청 태풍정보 기준) 발생 이후 서~서북서진하면서 남중국해에 진출하며 약하게 발달해서 11월 26일 오후 3시에 필리핀 마닐라 서남서쪽 약 340km 부근 해상에서 중심기압 994hPa, 최대풍속 23m/s, 강풍 반경 220km의 세력 '약', 크기 '소형'(일본 기상청 태풍정보 속보치 기준)의 열대폭풍으로 최성기를 맞이하였다. 최성기를 맞이한 뒤에는 북~북북동진하며 약화되어서 11월 28일 오전 9시에 필리핀 마닐라 북서쪽 약 380km 부근 해상에서 중심기압 1006hPa의 열대저압부로 약화되었다.(한국 기상청 기준으로는 1000hPa) 도카게는 일본 기상청에서 2014년 제23호 태풍 장미와 2015년 제22호 태풍 무지개에 이어서 육상에서 태풍 발생을 선언한 3번째 태풍이다. 도카게는 일본에서 제출한 이름으로 별자리 중 도마뱀자리를 의미한다. 도카게도 에어리처럼 진로가 복잡하게 얽혀저 있다.

### 제26호 태풍 녹텐(제명)
2016년 제26호 태풍 녹텐(NOCK-TEN)은 12월 22일 오전 3시에 중심기압 1000hPa, 최대풍속 18m/s, 강풍 반경 110km, 크기 '소형'의 열대폭풍으로 미국 괌 남서쪽 약 840km 부근 해상에서 발생하였다. 발생 이후 서~서북서진하며 급발달해서 12월 24일 오전 9시에 필리핀 마닐라 동쪽 약 870km 부근 해상에서 중심기압 915hPa, 최대풍속 51m/s, 강풍 반경 330km(북쪽 반경)의 세력 '매우 강', 크기 '중형'(일본 기상청 태풍정보 속보치 기준)의 태풍으로 최성기를 맞이하였다. 그리고 최성기 세력으로 12월 25일 오후 7시 30분쯤에 필리핀 동부 카탄두아네스주에 상륙하였다. 필리핀 관통 뒤 남중국해에 진출해서 서북서~서남서진하며 급약화되었고, 12월 28일 오전 3시에 필리핀 마닐라 서쪽 약 700km 부근 해상에서 중심기압 1004hPa의 열대저압부로 약화되었다.(한국 기상청 기준으로는 1000hPa)

## 같이 보기
- 2016년 북대서양 허리케인
- 2016년 동태평양 허리케인
- 2016년 북인도양 사이클론